# Sebastian Sageder
Sebastian Sageder (25 stycznia 1980 w Linzu) – austriacki wioślarz, mistrz świata. 
Reprezentant Austrii w wioślarskiej ósemce podczas igrzysk olimpijskich w Atenach w 2004
Wioślarzami byli również: jego ojciec - Siegfried Sageder, wujek - Michael Sageder oraz dziadek, Alfred Sageder.

## Osiągnięcia
- Mistrzostwa świata – Lucerna St. Catharines – dwójka podwójna wagi lekkiej – 14. miejsce[1].
- Mistrzostwa świata – Lucerna 2001 – czwórka bez sternika wagi lekkiej – 1. miejsce[1].
- Mistrzostwa świata – Sewilla 2002 – czwórka bez sternika wagi lekkiej – 9. miejsce[1].
- Mistrzostwa świata – Mediolan 2003 – czwórka podwójna – 16. miejsce[1].
- Igrzyska olimpijskie – Ateny 2004 – czwórka bez sternika wagi lekkiej – 10. miejsce[1].
- Mistrzostwa świata – Eton 2006 – dwójka podwójna wagi lekkiej – 11. miejsce[1].
- Mistrzostwa świata – Monachium 2007 – dwójka podwójna wagi lekkiej – 11. miejsce[1].
- Mistrzostwa świata – Linz 2008 – jedynka wagi lekkiej – 1. miejsce[1].